# The Zone FC
The Zone FC var en svensk MMA-organisation, sanktionerad av Svenska MMA-förbundet, som arrangerade 14 galor mellan februari 2008 och oktober 2015. De var först med att hålla en MMA-gala i Sverige efter att Mixed Martial Arts-lagen trädde i kraft den 1 januari 2007. Organisationens fjärde gala, "The Zone FC 4: Dynamite", slog publikrekord för en MMA-gala i Sverige med 2385 besökare.

## MMA-utövare
Kända MMA-utövare som tävlat i The Zone FC innefattar bland andra:
- Alexander Gustafsson
- Eddy Bengtsson
- Sirwan Kakai
- Mats Nilsson
- Martin Svensson
- Rami Aziz

## Slutet
The Zones sista ordinarie gala gick 26 april 2014. Sedan gjorde de ett nytt försök ett och ett halvt år senare med ett litet annorlunda upplägg, "Fight Night" 16 oktober 2015. Det blev en kortlivad affär och den första Fight Night var även den sista.

## Galor
| Gala                       | Datum            | Plats                     | Noteringar |
| -------------------------- | ---------------- | ------------------------- | ---------- |
| The Zone Fight Night       | 16 oktober 2015  | Trädgårn, Göteborg        |            |
| The Zone FC 13: Tough Luck | 26 april 2014    | Lisebergshallen, Göteborg |            |
| The Zone FC 12: Kamikaze   | 12 oktober 2013  | Lisebergshallen, Göteborg |            |
| The Zone FC 11: Survival   | 10 november 2012 | Lisebergshallen, Göteborg |            |
| The Zone FC 10: Demolition | 6 maj 2012       | Lisebergshallen, Göteborg |            |
| The Zone FC 9: Unbreakable | 7 juni 2011      | Lisebergshallen, Göteborg |            |
| The Zone FC 8: Inferno     | 26 februari 2011 | Lisebergshallen, Göteborg |            |
| The Zone FC 7: Warriors    | 27 november 2010 | Lisebergshallen, Göteborg |            |
| The Zone FC 6: Evolution   | 27 mars 2010     | Lisebergshallen, Göteborg |            |
| The Zone FC 5: Bushido     | 7 november 2009  | Lisebergshallen, Göteborg |            |
| The Zone FC 4: Dynamite    | 25 april 2009    | Lisebergshallen, Göteborg |            |
| The Zone FC 3: Shockwave   | 8 november 2008  | Lisebergshallen, Göteborg |            |
| The Zone FC 2: Showdown    | 10 maj 2008      | Lisebergshallen, Göteborg |            |
| The Zone FC 1              | 9 februari 2008  | Solnahallen, Stockholm    |            |

## Sista titelhållare
| Viktklass     | Maxvikt | Mästare                                        | Vunnen vid                  | Datum            |
| ------------- | ------- | ---------------------------------------------- | --------------------------- | ---------------- |
| Tungvikt      | 120 kg  | Dmitry Poberezhets (UKR) · Bes. Eddy Bengtsson | The Zone FC 11: Survival    | 10 november 2012 |
| Lätt Tungvikt | 93 kg   |                                                |                             |                  |
| Mellanvikt    | 84 kg   | August Wallén (SWE) · Bes. Chris Greig         | The Zone FC 7 - Warriors    | 27 november 2010 |
| Weltervikt    | 77 kg   | Assan Njie (SWE)                               |                             |                  |
| Lättvikt      | 70 kg   |                                                |                             |                  |
| Fjädervikt    | 66 kg   | Martin Svensson (SWE)                          |                             |                  |
| Bantamvikt    | 61 kg   | Sirwan Kakai (SWE) · Bes. Claudemir Souza      | The Zone FC 10 - Demolition | 6 maj 2012       |

### Sociala media
- The Zone FC – Facebook